# مسجد کله‌ای‌ها
مسجد کله‌ای‌ها یا المهدی از جمله بناهای اراک محسوب می‌شود که خارج از قلعه سلطان‌آباد ساخته شده بوده و در دوره‌های بعد، جزئی از جغرافیای شهر شد. این مسجد در سال ۱۳۲۰ و توسط جمعی از اهالی محله کله‌ای‌ها که از روستای کله نمک‌کور به اراک مهاجرت کرده بودند، احداث شد. به همین دلیل، این مسجد را مسجد کله‌ای‌ها نامگذاری کردند. این مسجد در ابتدای دهه ۱۳۶۰ مورد بازسازی قرار گرفت. مکان فعلی این مسجد، در تقاطع خیابان ادبجو و قائم‌مقام می‌باشد.